# WTA Prague Open
WTA Prague Open – kobiecy turniej tenisowy kategorii WTA 250 zaliczany do cyklu WTA Tour, rozgrywany na nawierzchni twardej w Pradze począwszy od 2015 roku.

## Mecze finałowe

### Gra pojedyncza kobiet
| Rok  | Zwyciężczyni       | Finalistka          | Wynik            |
| 2025 | Marie Bouzková     | Linda Nosková       | 2:6, 6:1, 6:3    |
| 2024 | Magda Linette      | Magdalena Fręch     | 6:2, 6:1         |
| 2023 | Nao Hibino         | Linda Nosková       | 6:4, 6:1         |
| 2022 | Marie Bouzková     | Anastasija Potapowa | 6:0, 6:3         |
| 2021 | Barbora Krejčíková | Tereza Martincová   | 6:2, 6:0         |
| 2020 | Simona Halep       | Elise Mertens       | 6:2, 7:5         |
| 2019 | Jil Teichmann      | Karolína Muchová    | 7:6(5), 3:6, 6:4 |
| 2018 | Petra Kvitová      | Mihaela Buzărnescu  | 4:6, 6:2, 6:3    |
| 2017 | Mona Barthel       | Kristýna Plíšková   | 2:6, 7:5, 6:2    |
| 2016 | Lucie Šafářová     | Samantha Stosur     | 3:6, 6:1, 6:4    |
| 2015 | Karolína Plíšková  | Lucie Hradecká      | 4:6, 7:5, 6:3    |

### Gra podwójna kobiet
| Rok  | Zwyciężczynie                         | Finalistki                              | Wynik             |
| 2025 | Nadija Kiczenok Makoto Ninomiya       | Lucie Havlíčková Laura Samson           | 1:6, 6:4, 10-7    |
| 2024 | Barbora Krejčíková Kateřina Siniaková | Bethanie Mattek-Sands Lucie Šafářová    | 6:3, 6:3          |
| 2023 | Nao Hibino Oksana Kalasznikowa        | Quinn Gleason Elixane Lechemia          | 6:7(7), 7:5, 10-3 |
| 2022 | Anastasija Potapowa Jana Sizikowa     | Angielina Gabujewa Anastasija Zacharowa | 6:3, 6:4          |
| 2021 | Marie Bouzková Lucie Hradecká         | Viktória Kužmová Nina Stojanović        | 7:6(3), 6:4       |
| 2020 | Lucie Hradecká Kristýna Plíšková      | Monica Niculescu Raluca Olaru           | 6:2, 6:2          |
| 2019 | Anna Kalinska Viktória Kužmová        | Nicole Melichar Květa Peschke           | 4:6, 7:5, 10–7    |
| 2018 | Nicole Melichar Květa Peschke         | Mihaela Buzărnescu Lidzija Marozawa     | 6:4, 6:2          |
| 2017 | Anna-Lena Grönefeld Květa Peschke     | Lucie Hradecká Kateřina Siniaková       | 6:4, 7:6(3)       |
| 2016 | Margarita Gasparian Andrea Hlaváčková | María Irigoyen Paula Kania              | 6:4, 6:2          |
| 2015 | Belinda Bencic Kateřina Siniaková     | Kateryna Bondarenko Eva Hrdinová        | 6:2, 6:2          |